# Reli Argentina
Reli Argentina je reli natjecanje u Argentini i jedna od utrka koja se boduje za Svjetsko prvenstvo u reliju. 
Natjecanje se održava u području koje se naziva Calamuchita u blizini grada Villa Carlos Paz u Córdoba provinciji, na uskim šljunčanim cestama poznatim po svojim vodenim prskanjima.

## Pobjednici

### Višestruki pobjednici (vozači)
Podebljani vozači su i dalje aktivni u natjecanju svjetskog reli prvenstva.
| Pobjede | Vozač            | Pobjednička godina                                     |
| ------- | ---------------- | ------------------------------------------------------ |
| 8       | Sébastien Loeb   | 2005., 2006., 2007., 2008., 2009., 2011., 2012., 2013. |
| 3       | Massimo Biasion  | 1986., 1987., 1990.                                    |
| 3       | Carlos Sainz     | 1991., 2002., 2004.                                    |
| 3       | Tommi Mäkinen    | 1996., 1997., 1998.                                    |
| 2       | Didier Auriol    | 1992., 1994.                                           |
| 2       | Juha Kankkunen   | 1993., 1999.                                           |
| 2       | Thierry Neuville | 2017., 2019.                                           |

### Višestruki pobjednici (proizvođači)
Podebljani proizvođači su i dalje aktivni u natjecanju svjetskog reli prvenstva.
| Pobjede | Proizvođač | Pobjednička godina                                                   |
| ------- | ---------- | -------------------------------------------------------------------- |
| 10      | Citroën    | 2004., 2005., 2006., 2007., 2008., 2009., 2011., 2012., 2013., 2015. |
| 6       | Lancia     | 1986., 1987., 1988., 1989., 1990., 1992.                             |
| 4       | Toyota     | 1991., 1993., 1994., 2018.                                           |
| 3       | Mitsubishi | 1996., 1997., 1998.                                                  |
| 3       | Hyundai    | 2016., 2017., 2019.                                                  |
| 2       | Audi       | 1983., 1984.                                                         |
| 2       | Peugeot    | 1985., 2003.                                                         |
| 2       | Subaru     | 1999., 2000.                                                         |
| 2       | Ford       | 2001., 2002.                                                         |

### Pobjednici po godinama
| Godina | Vozač              | Automobil                       |
| ------ | ------------------ | ------------------------------- |
| 1980.  | Walter Röhrl       | Fiat 131 Abarth                 |
| 1981.  | Guy Fréquelin      | Talbot Sunbeam                  |
| 1982.  | Nije održan        | Nije održan                     |
| 1983.  | Hannu Mikkola      | Audi quattro A2                 |
| 1984.  | Stig Blomqvist     | Audi quattro A2                 |
| 1985.  | Timo Salonen       | Peugeot 205 Turbo 16            |
| 1986.  | Massimo Biasion    | Lancia Delta S4                 |
| 1987.  | Massimo Biasion    | Lancia Delta HF 4WD             |
| 1988.  | Jorge Recalde      | Lancia Delta Integrale          |
| 1989.  | Mikael Ericsson    | Lancia Delta Integrale          |
| 1990.  | Massimo Biasion    | Lancia Delta HF Integrale 16v   |
| 1991.  | Carlos Sainz       | Toyota Celica GT-4 (ST165)      |
| 1992.  | Didier Auriol      | Lancia Delta HF Integrale       |
| 1993.  | Juha Kankkunen     | Toyota Celica Turbo 4WD (ST185) |
| 1994.  | Didier Auriol      | Toyota Celica Turbo 4WD (ST185) |
| 1995.  | Nije održan        | Nije održan                     |
| 1996.  | Tommi Mäkinen      | Mitsubishi Lancer Evo III       |
| 1997.  | Tommi Mäkinen      | Mitsubishi Lancer Evo IV        |
| 1998.  | Tommi Mäkinen      | Mitsubishi Lancer Evo V         |
| 1999.  | Juha Kankkunen     | Subaru Impreza WRC99            |
| 2000.  | Richard Burns      | Subaru Impreza WRC2000          |
| 2001.  | Colin McRae        | Ford Focus RS WRC 01            |
| 2002.  | Carlos Sainz       | Ford Focus RS WRC 02            |
| 2003.  | Marcus Grönholm    | Peugeot 206 WRC (2002)          |
| 2004.  | Carlos Sainz       | Citroën Xsara WRC               |
| 2005.  | Sébastien Loeb     | Citroën Xsara WRC               |
| 2006.  | Sébastien Loeb     | Citroën Xsara WRC               |
| 2007.  | Sébastien Loeb     | Citroën C4 WRC                  |
| 2008.  | Sébastien Loeb     | Citroën C4 WRC                  |
| 2009.  | Sébastien Loeb     | Citroën C4 WRC                  |
| 2010.  | Nije održan        | Nije održan                     |
| 2011.  | Sébastien Loeb     | Citroën DS3 WRC                 |
| 2012.  | Sébastien Loeb     | Citroën DS3 WRC                 |
| 2013.  | Sébastien Loeb     | Citroën DS3 WRC                 |
| 2014.  | Jari-Matti Latvala | Volkswagen Polo R WRC           |
| 2015.  | Kris Meeke         | Citroën DS3 WRC                 |
| 2016.  | Hayden Paddon      | Hyundai New Generation i20 WRC  |
| 2017.  | Thierry Neuville   | Hyundai i20 Coupe WRC           |
| 2018.  | Ott Tänak          | Toyota Yaris WRC                |
| 2019.  | Thierry Neuville   | Hyundai i20 Coupe WRC           |